# Mathieu Carrière
Mathieu Carrière (Hannover, 2 augustus 1950) is een Duits tv- en filmacteur en schrijver.

## Leven en werk

### Afkomst en opleiding
Carrière stamt af van een familie van Franse hugenoten die ten gevolge van het Edict van Fontainebleau uit Frankrijk werd verjaagd. Zijn vader was psychiater en psychoanalyticus, zijn moeder radiografie-assistente. Carrière groeide op in Berlijn en Lübeck. Op 17-jarige leeftijd vertrok hij naar Frankrijk om in Vannes zijn middelbaar onderwijs te voltooien. Vanaf 1969 volgde hij in Parijs studies filosofie en literatuur.

### Voorkomen
Carrière creëerde dikwijls tweeslachtige personages die zowel engelachtig als diabolisch konden zijn.
Zijn voorname en aristocratische verschijning kwam hem uitermate goed van pas toen hij gestalte moest geven aan edellieden zoals Filips van Orléans, koningen zoals onder meer Johan II van Portugal en Lodewijk I van Beieren, graven, een aartshertog, een ridder (Roland...).
Daarnaast waren zijn kennis van het Duits en zijn bijna ijzige elegantie een grote troef toen hij in Franse films in de huid van nazi's (generaal, Obersturmführer, kapitein, gewone soldaat) en van andere Duitstaligen (student, jonge welgestelde, ambassade-attaché) moest kruipen.
Omgekeerd was zijn kennis van het Frans erg nuttig wanneer hij in Duits- of Engelstalige producties een Fransman vertolkte zoals de Franse kapitein in Bergblut (2010) of de Franse dokter in de televisiefilm Rock Hudson.
Zijn rijzige en magere gestalte stelde hem in staat een waarheidsgetrouwe Egon Schiele te belichamen in de dramatische biopic Egon Schiele – Exzess und Bestrafung (1981). Carrière gaf ook nog overtuigend gestalte aan componist en dirigent Eduard Strauss.

### Filmacteur

#### Jaren zestig: eerste films
Ondertussen was Carrière in de Bondsrepubliek Duitsland op 14-jarige leeftijd gedebuteerd in de filmwereld: hij speelde de rol van de jonge Tonio in het drama Tonio Kröger, naar de gelijknamige roman van Thomas Mann. Twee jaar later had hij de titelrol van kostschoolganger in het op het Filmfestival van Cannes onderscheiden drama Der junge Törless (1966), een andere Duits(talig)e literatuurverfilming, naar de gelijknamige roman van Robert Musil. In zijn derde film, het Andrzej Wajda-drama Gates to Paradise (1968), was hij een van de jongeren die deelnam aan een kinderkruistocht.

#### Productieve jaren zeventig en begin jaren tachtig: vooral Franstalige films
In 1971 vestigde Carrière zich voor lange tijd in Frankrijk. Hij vond vlot zijn plaats in de Franse en de Belgische filmwereld.

##### België
- In Harry Kümels fantasy- en horrorfilm Malpertuis (1971), naar de gelijknamige roman van Jean Ray, vertolkte hij de jonge matroos die aan wal terechtkomt in een geheimzinnig huis met al even mysterieuze bewoners.
- André Delvaux gaf hem de hoofdrol in Rendez-vous à Bray (1971), een psychologisch drama naar een werk van Julien Gracq. Carrière speelde een jonge man die door zijn vriend wordt uitgenodigd bij deze thuis maar die vriend nooit te zien krijgt. In de daaropvolgende jaren bedacht Delvaux hem nog met drie andere rollen.
- Ook Jean-Pierre Berckmans deed een beroep op hem: in het drama Isabelle devant le désir (1975), naar een werk van Maud Frère, vertolkte Carrière een jonge Duitser van rijke komaf die weigert de eenvoudige jonge vrouw met wie hij een relatie heeft in zijn milieu toe te laten.

##### Frankrijk
Hij werkte verscheidene keren samen met ambitieuze en eigenzinnige regisseurs als Marguerite Duras, Jacques Doniol-Valcroze en Roger Vadim.
Het drama Il n'y a pas de fumée sans feu (1973), de misdaadthriller Police Python 357 (1976), de erotische film Bilitis (1977) en het drama La Passante du Sans-Souci (1982) waren Carrière's Franse films die het meest bijval kregen tijdens die jaren.
Een markante vertolking was verder die van de piloot-verleider in het bitterzoete La Femme de l'aviateur (1980), een van de vele sentimentele komedies van Éric Rohmer.

##### Internationaal
Carrière proefde ook van de Amerikaanse filmwereld in Edward Dmytryks thriller Bluebeard (1972), van de Italiaanse in het historisch drama Giordano Bruno (1973) en van de Duitse in Der Fangschuß (1976) en in de seksueel getinte tragikomedie Die flambierte Frau (1983).
Der Fangschuß was, tien jaar na Der junge Törless , Carrière's tweede samenwerking met Volker Schlöndorff (1976) en was een drama naar de roman Le Coup de grâce van Marguerite Yourcenar. Nog eens tien jaar later maakte Carrière deel uit van de cast van de verfilming van een ander werk van Yourcenar: L'Œuvre au noir (1987), een historisch drama naar haar gelijknamige roman.

### Verdere carrière
Vanaf de jaren negentig zette Carrière zijn Franse carrière regelmatig op een lager pitje en werkte hij meer en meer in Duitsland, vooral voor de televisie: de series, waaronder heel wat West-Europese coproducties, en de films wisselden elkaar af.
Belangwekkende films uit die periode waren het existentieel drama Malina (1991), waarin hij als tegenspeelster Isabelle Huppert kreeg, die net als hij een internationale carrière uitbouwde, en de avontuurlijke misdaadfilm Arsène Lupin (2004).
Zijn Hugenotenafkomst belette Carrière niet theoloog en kardinaal Thomas Cajetanus gestalte te geven, een tegenstander van Luther, in de historische biopic Luther (2003).

### Privéleven
In 1983 trouwde Carrière met de Amerikaanse kunstenares Jennifer Bartlett (1941), die hem een dochter gaf: Alice Isabelle (1985). Het koppel scheidde in de vroege jaren negentig. Daarna hertrouwde Carrière met de kostuumontwerpster Bettina Proske met wie hij een dochter heeft, actrice en model Elena Carrière (1996). Ook dit koppel ging uit elkaar.

## Filmografie (ruime selectie)

### Bioscoop
- 1964 - Tonio Kröger (Rolf Thiele)
- 1966 - Der junge Törless (Volker Schlöndorff)
- 1968 - Gates to Paradise (Andrzej Wajda)
- 1969 - Lo stato d'assedio (Romano Scavolini)
- 1970 - La Maison des bories (Jacques Doniol-Valcroze)
- 1971 - Malpertuis (Harry Kümel)
- 1971 - Le Petit Matin (Jean-Gabriel Albicocco)
- 1971 - Rendez-vous à Bray (André Delvaux)
- 1972 - L'Homme au cerveau greffé (Jacques Doniol-Valcroze)
- 1972 - Bluebeard (Edward Dmytryk)
- 1973 - Don Juan 73 (Roger Vadim)
- 1973 - Giordano Bruno (Giuliano Montaldo)
- 1973 - Il n'y a pas de fumée sans feu (André Cayatte)
- 1974 - La Jeune Fille assassinée (Roger Vadim)
- 1975 - Parapsycho - Spektrum der Angst
- 1975 - India Song (Marguerite Duras)
- 1975 - Isabelle devant le désir (Jean-Pierre Berckmans)
- 1976 - Der Fangschuß (Volker Schlöndorff)
- 1976 - Police Python 357 (Alain Corneau)
- 1976 - Vortex
- 1976 - Die Hinrichtung
- 1976 - Zerschossene Träume
- 1977 - Bilitis (David Hamilton)
- 1977 - Les Indiens sont encore loin (Patricia Moraz)
- 1978 - Le Navire Night (Marguerite Duras)
- 1979 - L'Associé
- 1979 - La Pitié dangereuse
- 1979 - Een vrouw tussen hond en wolf (André Delvaux)
- 1980 - La Femme de l'aviateur (Éric Rohmer)
- 1981 - Histoires extraordinaires
- 1981 - Anima – Symphonie phantastique (Titus Leber)
- 1981 - Egon Schiele – Exzess und Bestrafung (Herbert Vesely)
- 1982 - La Passante du Sans-Souci (Jacques Rouffio)
- 1982 - Versuchung
- 1983 - Benvenuta (André Delvaux)
- 1983 - Die flambierte Frau (Robert van Ackeren)
- 1984 - The Bay Boy (Daniel Petrie)
- 1984 - Wedle wyroków twoich... (La Traque) (Jerzy Hoffman)
- 1984 - Angelan sota, Angelas krig
- 1984 - Blutiger Asphalt
- 1984 - Das nächste Opfer
- 1985 - Flügel und Fesseln (alleen stem)
- 1985 - Bras de fer (Gérard Vergez)
- 1985 - L'Amour en douce (Edouard Molinaro)
- 1985 - Le Neveu de Beethoven (Paul Morrissey)
- 1985 - Marie Ward – Zwischen Galgen und Glorie (Angelika Weber)
- 1986 - Johann Strauß - Der König ohne Krone
- 1986 - Soldat Richter
- 1987 - Terminus
- 1987 - Blutiger Asphalt = Schwarze Beute
- 1987 - El placer de matar
- 1987 - Cérémonie d'amour (Walerian Borowczyk)
- 1987 - L'Œuvre au noir (André Delvaux)
- 1988 - Sanguines (Christian François)
- 1989 - Zugzwang (Mathieu Carrière)
- 1989 - Una ombra en el jardí (Antonio Chavarrías)
- 1990 - Ungarisches Requiem
- 1990 - Rosamunde
- 1991 - Erfolg
- 1991 - Ungarisches Requiem
- 1991 - Malina (Werner Schroeter)
- 1992 - Christopher Columbus: The Discovery (John Glen)
- 1992 - Shining Through (David Seltzer)
- 1992 - Un placer indescriptible (Ignasi P. Ferre)
- 1992 - Die Zeit danach
- 1993 - Böses Blut
- 1994 - Von Frau zu Frau; Die Sammlerin
- 1994 - Dieu que les femmes sont amoureuses (Magali Clément)
- 1994 - Herz aus Stein
- 1995 - L'Amour conjugal (Benoît Barbier)
- 1995 - Flammen der Liebe
- 1995 - Unter dem Hula Mond
- 1995 - Tödliche Liebe
- 1995 - Alte Freunde küsst man nicht
- 1996 - Das Mädchen Rosemarie
- 1996 - Die Rückkehr des Sandokan
- 1996 - Schuldig auf Verdacht
- 1996 - Ein flotter Dreier
- 1997 - Die falsche Prinzessin
- 1997 - Prinzessin Amina
- 1999 - Männer aus zweiter Hand
- 1999 - Wer liebt, dem wachsen Flügel
- 2003 - Luther (Eric Till)
- 2004 - Arsène Lupin (Jean-Paul Salomé)
- 2004 - Masz na imię Justine
- 2004 - Das unzähmbare Herz
- 2004 - Tears of Kali
- 2005 - The Clan (Christian De Sica)
- 2007 - Du bist nicht allein (Bernd Böhlich)
- 2008 - The Fakir of Venice (Anand Surapur)
- 2009 - Die entbehrilichen
- 2010 - Bergblut (Philipp J. Pamer)
- 2010 - Sans queue ni tête (Jeanne Labrune)
- 2013 - La Marque des anges (Sylvain White)
- 2014 - Aus das Leben! (Uwe Janson)
- 2019 - Breakdown Forest - Reise in den Abgrund (Patrick Roy Beckert)
- 2019 - Tal der Skorpione

### Televisieproducties
- 1970: Thomas Chatterton
- 1972: Der gute Gott von Manhattan
- 1973: Der Kommissar – Sonderbare Vorfälle im Hause von Professor S.
- 1974: Tod in Astapowo
- 1974: Tausend Francs Belohnung
- 1976: Derrick – Das Bordfest
- 1976: Le jeune homme et le lion (meerdeler)
- 1978: Ein Mann will nach oben (televisieserie)
- 1979: Wege in der Nacht
- 1979: Derrick – Der L-Faktor
- 1981: Die Laurents – Geschichte einer Berliner Hugenottenfamilie
- 1981: Dantons Tod
- 1981: Derrick – Eine ganz alte Geschichte
- 1982: Der Alte – Der Tote im Wagen
- 1983: Der Alte – Perfektes Geständnis
- 1984: Matt in 13 Zügen (televisieserie)
- 1984: Der letzte Zivilist (2-delige televisiefilm gebaseerd op de roman van Ernst Glaeser)
- 1986: Spenser
- 1988: Derrick – Mordträume
- 1989: Zurück in die Vergangenheit – Gefährliche Flitterwochen
- 1989: I promessi sposi (miniserie)
- 1992: Freunde fürs Leben (televisieserie)
- 1992–1995: Schloss Hohenstein (televisieserie)
- 1994: Nur eine kleine Affäre (televisieserie)
- 1995/1996: Inseln unter dem Wind (televisieserie)
- 1996: Flammen der Liebe (televisieserie)
- 1996: Für Liebe und Gerechtigkeit (televisieserie)
- 1996: Tatort: Bei Auftritt Mord
- 1998: Tatort: Manila
- 1999: Der Alte – Die Wahrheit ist der Tod
- 2001: Thomas
- 2001: Judas
- 2002: Utta Danella – Die Hochzeit auf dem Lande
- 2002: Davon stirbt man nicht
- 2005: La signora delle camelie
- 2005: Die Rosenheim-Cops – Mord im Paradies
- 2005: Pfarrer Braun – Adel vernichtet
- 2005: Der Bulle von Tölz: Liebesleid
- 2006: Commissaire Moulin (televisieserie, 1 aflevering)
- 2008–2009: Anna und die Liebe (afleveringen 1–156)
- 2010: Sind denn alle Männer Schweine?
- 2010: Der Gewaltfrieden
- 2010: Alarm für Cobra 11 – Die Autobahnpolizei – Kopfgeld auf Kim Krüger
- 2011: Die Machtergreifung
- 2011: Ich bin ein Star – Holt mich hier raus!
- 2012: Der letzte Bulle – Es lebe der Sport (televisieserie)
- 2012: SOKO Leipzig – Stilbruch (televisieserie)
- 2012: Verfolgt – Der kleine Zeuge
- 2013: The Tunnel/Tunnel (televisieserie, 2 afleveringen)
- 2013: Tiere bis unters Dach – Der Wunderheiler
- 2014: Promi Shopping Queen
- 2015: Ich bin ein Star – Lasst mich wieder rein!
- 2018: Die Auferstehung
- 2022: Rote Rosen (televisieserie)

### Als regisseur
- 1973: Alcazar de Paris (co-regie)
- 1989: Zugzwang

## Toneel
- 2000: Karl-May-Spiele Bad Segeberg – Der Ölprinz
- 2003: Salzburger Landestheater – Bulgakow oder Der Dichter und sein Diktator
- 2007: Musical Theater Bremen – Robin Hood – Für Liebe und Gerechtigkeit
- 2014: Hamburger Kammerspiele – Unsere Frauen
- 2015: Bad Hersfelder Festspiele – Komödie der Irrungen
- 2016: Burgfestspiele Jagsthausen – Götz von Berlichingen
- 2016: Bad Hersfelder Festspiele – Unsere Frauen
- 2017: Karl-May-Spiele Bad Segeberg – als generaal Douglas

## Publicaties van Mathieu Carrière
- Im Innern der Seifenblase, 2011
- Für eine Literatur des Krieges, Kleist, 1981
- Wilde Behauptung: Jennifer Bartlett und die Kunst, München. Klaus Boer Verlag, 1994

## Hoorspelen en luisterboeken
- Der Process. Erzählt von Alexander Khuon, Mathieu Carrière en Anja Niederfahrenhorst, Verlag Patmos, Düsseldorf 2007.
- Franz Kafka. 1 Audio-cd, gelezen door Mathieu Carrière en C. Bernd Sucher, Argon Verlag 2008, ISBN 3-866-10521-5 of ISBN 978-3-866-10521-8.
- Lezing uit Kalter Wind in Genua. op 31 oktober 2007, Universum Lounge, Berlijn, Mathieu Carrière leest voor uit het werk van Bruno Morchio.

- Biblioteca Nacional de España: XX1608843
- Bibliothèque nationale de France: cb13892200v (data)
- Gemeinsame Normdatei: 124940277
- International Standard Name Identifier: 0000 0000 9861 8431
- Library of Congress Control Number: n82124320
- MusicBrainz: 00693ff2-9bff-4993-872e-b8b9ba44a85e
- Nationale Bibliotheek van Tsjechië: pna2007418711
- Nationale Bibliotheek van Israël: 987007390222305171
- Nederlandse Thesaurus van Auteursnamen: 06873705X
- SNAC: w6hq4w8k
- Système universitaire de documentation: 02831591X
- Virtual International Authority File: 66479051
- WorldCat: E39PBJw4H9pdBXvmjXpMDGF9Xd